# Black Rock (Arkansas)
Black Rock – miasto w Stanach Zjednoczonych, w stanie Arkansas, w hrabstwie Lawrence.